# Tunyogi József
Tunyogi József (Budapest, 1907. március 9. – Iváncsa, 1980. április 11.) olimpiai bronzérmes és Európa-bajnok birkózó.

### Sporteredményei
- Szabadfogású birkózásban:
  - olimpiai bronzérmes (nagyközépsúly: 1932)
  - Európa-bajnok (kisnehézsúly: 1931)
- Kötöttfogású birkózásban:
  - Európa-bajnok (középsúly: 1929)
  - kétszeres magyar bajnok (középsúly: 1928, 1932)